# ویله نیمینن
ویله نیمینن (فنلاندی: Ville Nieminen؛ زادهٔ ۶ آوریل ۱۹۷۷) بازیکن هاکی روی یخ اهل فنلاند بود.
وی همچنین برندهٔ جوایزی همچون جام استنلی شده‌است.
از باشگاه‌هایی که در آن بازی کرده‌است می‌توان به نیویورک رنجرز و کلگری فلیمس اشاره کرد.